# Östra Ryds församling

Vapen.

För den tidigare församlingen med detta namn i Roslagen, se Östra Ryds församling, Stockholms stift.
Östra Ryds församling är en församling i Linköpings stift inom Svenska kyrkan i Söderköpings kommun i Östergötlands län. Församlingen bildar ett eget pastorat.
Församlingen utökades 2011 med Västra Husby församling (varifrån församlingskoden övertagits) och Gårdeby församling. Sedan dess omfattar församlingen samma område som Aspvedens landskommun från 1952 till 1970.

## Administrativ historik
Församlingen har medeltida ursprung.
Församlingen utgjorde till 1962 ett eget pastorat. Från 1962 till 2011 var församlingen moderförsamling i pastoratet Östra Ryd, Västra Husby och Gårdeby. I församlingen uppgick 2011 Västra Husby och Gårdeby församlingar.

## Kyrkoherdar
| Ämbetstid | Namn                         | Levnadstid | Övrigt                                     |
| --------- | ---------------------------- | ---------- | ------------------------------------------ |
| 1360      | Carolus Petri                |            |                                            |
| 1380      | Lars                         |            |                                            |
| 1423      | Petrus Ambrosii              |            |                                            |
| 1451      | Andreas Laurentii            |            |                                            |
| 1471      | Gregorius Laurentii          |            |                                            |
| 1524      | Henricus Birgeri             |            | Senare kyrkoherde i Västra Eds församling. |
| 1527      | Magnus Laurentii             |            |                                            |
| 1573      | Andreas Svenonis             |            |                                            |
| 1590–1593 | Laurentius Erici             |            |                                            |
| 1612–1628 | Arvidus Jonæ Locke           | –1628      |                                            |
| 1629–1671 | Magnus Ignæus                | 1598–1671  |                                            |
| 1673–1707 | Petrus Rydelius              | 1631–1707  |                                            |
| 1712–1744 | Petrus Eriksson              | 1676–1744  | Kyrkoherde och kontraktsprost.             |
| 1745–1749 | Petrus Broms                 | 1693–1749  |                                            |
| 1751–1783 | Petrus Westelius             | 1708–1783  | Kyrkoherde och kontraktsprost.             |
| 1785–1802 | Johan Björner                | 1749–1802  | Kyrkoherde och prost.                      |
| 1804–1853 | Johan Daniel Gustafsson      | 1764–1853  | Kyrkoherde och kontraktsprost.             |
| 1856–1873 | Arvid Ivar Achilles Holmgren | 1818–1873  |                                            |
| 1874–1886 | Rudolf Fjetterström          | 1838–1920  | Senare kyrkoherde i Vadstena församling.   |
| 1887–     | Birger Frieberg              | 1850–      | Kyrkoherde och kontraktsprost.             |
| 2022-     | Erik Gruvebäck               |            |                                            |

### Brukspredikanter
Brukspredikanter på Björkvik.
| Ämbetstid | Namn             | Levnadstid | Övrigt                                                      |
| --------- | ---------------- | ---------- | ----------------------------------------------------------- |
| 1593      | Andreas          |            |                                                             |
| 1668      | Theseus Rydelius |            | Senare kyrkoherde i Väderstads församling.                  |
| 1687      | Ericus Ulff      | –1694      |                                                             |
| 1723      | Simon Lundmark   |            | Senare kyrkoherde i Gistads församling.                     |
| 1726      | Ericus Regner    |            | Senare komminister i S:t Laurentii församling, Söderköping. |

## Klockare, organister och kantorer
| Ämbetstid | Namn                   | Levnadstid | Kommentarer                                      |
| --------- | ---------------------- | ---------- | ------------------------------------------------ |
| 1689      | Petter                 |            | Organist                                         |
| 1703      | Petter Jonsson         |            | Organist                                         |
| 1705–1707 | Daniel                 |            | Organist                                         |
| 1705–1711 | Swen/Sten              |            | Klockare                                         |
| 1709–1758 | Erich Håkansson        | 1683–1758  | Klockare och organist                            |
| 1759–1808 | Anders Hallberg        | 1740–1808  | Klockare och organist (1757–1758 hjälpeklockare) |
| 1809–1815 | Jonas Målander         | 1788–1815  | Organist                                         |
| 1816–1843 | Nils Sandström         | 1791–1843  | Organist                                         |
| 1843–1845 | Magnus Wilhelm Tidlund | 1826–      | Vikarierande organist                            |
| 1845–1895 | Carl Fredrik Örtegren  | 1820–1910  | Organist                                         |

## Kyrkor
- Östra Ryds kyrka
- Västra Husby kyrka
- Gårdeby kyrka